# Мария Тереза, инфанта Португалии
Инфанта Мария-Тереза Португальская (24 августа 1855, Клайнхойбах, Нижняя Франкония — 12 февраля 1944, Вена) — инфанта португальского королевского дома Браганса. После бракосочетания с Карлом Людвигом Австрийским получила титул эрцгерцогини Австрии.

## Биография
Мария Тереза родилась в Королевстве Бавария и была второй дочерью Мигела I, короля Португалии, и принцессы Аделаиды Лёвенштейн-Вертгейм-Розенбергской. Её отец стал королём Португалии в 1828 году, после свержения его племянницы королевы Марии II. Он правил до 1834 года, когда Мария II была восстановлена как королева, и Мигель был вынужден покинуть страну.
Мария-Тереза считалась одной из самых красивых женщин Европы. Она вышла замуж за эрцгерцога Карла Людвига Австрийского, младшего брата австрийского императора Франца Иосифа I, и стала его третьей женой 23 июля 1873 года. Несмотря на появление в браке двух дочерей, эрцгерцогини Марии Аннунциаты Австрийской (1876—1961) и эрцгерцогини Елизаветы Амалии Австрийской (1878—1960), брак был несчастлив. Мария-Тереза стала матерью для детей мужа от второго брака: эрцгерцога Франца Фердинанда Австрийского, эрцгерцога Отто Франца Австрийского, эрцгерцога Фердинанда Карла Австрийского и эрцгерцогини Маргарет Софии Австрийской.
Марии-Терезия стала играть активную роль при австрийском дворе после того, как императрица Елизавета ушла из общественной жизни Вены после загадочной смерти своего единственного сына, наследного принца Рудольфа, в январе 1889 года. Её муж умер в 1896 году.

## Вдовство
Она оставалась очень влиятельной фигурой при австрийском дворе после смерти мужа; никто не смел сказать ни слова против неё. Во время своего вдовства она проводила зимние месяцы живя в Вене, а летние месяцы — в Рейхштадтском замке в Чехии.
Она поддерживала своего пасынка, Франца Фердинанда, в его желании жениться на графине Софии Хотек против воли его семьи. Она совершила поездку в монастырь Праги, чтобы увидеть Софию. Она взяла её к себе в дом и просила за неё у императора, чтобы тот дал согласие на брак. В конце концов император дал согласие. Мария-Тереза сделала все приготовления к свадьбе, настаивая на том, чтобы она прошла в её собственной часовне.
Она оставалась рядом с Францем Фердинандом и Софией до их убийства в Сараево 28 июня 1914 года. Марии-Терезе после смерти супругов удалось обеспечить финансовую безопасность их детей.
21 ноября 1916 года император Франц Иосиф I умер, а эрцгерцог Карл Австрийский, сын эрцгерцога Отто Франца Австрийского и племянник Франца Фердинанда, стал новым императором Австрии и королём Венгрии. Он царствовал до ноября 1918 года, когда Австро-Венгерская империя рухнула после поражения в Первой мировой войне. После своего отречения Мария-Тереза сопровождала Карла и его жену Циту в изгнании на остров Мадейра, но в итоге вернулась в Вену, где провела остаток жизни.
В 1929 году, после сокращения объёмов её финансов, Мария Тереза наняла двух агентов по продаже бриллиантового колье, которая она унаследовала от мужа. После серии неудачных продаж, наконец, она продала ожерелье за 60 тыс. долларов с помощью внучатого племянника Марии-Терезы, эрцгерцога Леопольда Австрийского. Леопольд забрал себе почти 90 % стоимости колье. Мария-Тереза обратилась в суд Соединенных Штатов, и в конечном счете ожерелье было ей возвращено, а её племянник сел в тюрьму.
Мария-Тереза умерла в Вене в ходе Второй мировой войны. Она пережила мужа на 48 лет.

## Дети
У супругов было двое детей:
- Мария Аннунциата Австрийская (13 июля 1876 — 8 апреля 1961). Не выходила замуж.
- Елизавета Амалия Австрийская (7 июля 1878 — 16 марта 1960). Вышла замуж за принца Алоиза Лихтенштейнского. Имела 8 детей.

## Титулы
- 24 августа 1855 — 23 июля 1873: Её Королевское Высочество Инфанта Мария-Тереза Португальская, Принцесса Браганса
- 23 июля 1873 — 12 февраля 1944: Её Королевское и Императорское Высочество Эрцгерцогиня Мария-Тереза Австрийская, Принцесса Венгрии и Чехии